# Domiciliul conjugal
Domiciliul conjugal (Domicile conjugal) este un film francez din 1970 în regia lui François Truffaut. Filmul face parte din seria de cinci filme care prezintă viața lui Antoine Doinel și începe cu Cele 400 de lovituri, continuă cu Antoine și Colette, Sărutări furate și se termină cu Dragostea pe fugă.

## Conținut
Antoine Doinel se căsătorește cu Christine și se angajează în locuri de muncă neinteresante. Devine un „mic burghez” când i se naște primul copil. Din păcate, relația bună a cuplului este stricată de aventura pe care o începe Antoine cu o japoneză. Christine îl părăsește. El încearcă să o recâștige când s-a săturat de japoneza sa nu prea vorbăreață.

## Distribuție
- Jean-Pierre Léaud – Antoine Doinel
- Claude Jade – Christine Doinel
- Daniel Ceccaldi – tatăl Christinei
- Claire Duhamel – mama Christinei
- Hiroko Berghauer – Kyoko
- Silvana Blasi – Silvana, vecină
- Daniel Boulanger – Tenor, vecin
- Barbara Laage – Monique, secretara
- Danièle Girard – Ginette din Bistrou
- Jacques Jouanneau – Césarin din Bistrou

François Truffaut și actrița sa principală, Claude Jade, la avanpremiera celui de-al treilea film turnat împreună, Dragoste pe fugă, din seria „Doinel”.

- Claude Véga – „Sugrumatorul“
- Jacques Rispal –
- Marie Irakane
- Bill Kearns
- Ada Lonati
- Marie Dedieu
- Annick Asty
- Pierre Maguelon
- Ernest Menzer
- Yvon Lec
- Christian de Tilière
- Philippe Léotard